# Comesperma spinosum
Comesperma spinosum är en jungfrulinsväxtart som beskrevs av F. Müll.. Comesperma spinosum ingår i släktet Comesperma och familjen jungfrulinsväxter. Inga underarter finns listade i Catalogue of Life.